# Manuel Espínola Gómez
Manuel Espínola Gómez (Solís de Mataojo, 5 de julio de 1921 - Montevideo, 10 de mayo de 2003) fue un artista uruguayo.

## Biografía

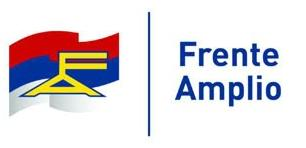
El logotipo del Frente Amplio, diseñado por Espínola Gómez

Fue coterráneo del compositor Eduardo Fabini, quien a los 15 años lo estimuló a dedicarse a la pintura. En 1946 se trasladó a Montevideo y en 1949 cofundó el grupo "Carlos F. Sáez", con Washington Barcala, Luis Alberto Solari y Juan Ventayol, y realizan su primera exposición.
En 1966 fue seleccionado para representar a Uruguay en la XXXIII Bienal de Venecia y en la VI Bienal de San Pablo
Diseñó los logotipos de la CNT (1967) y del Frente Amplio (1971). En 1987 colaboró con el arquitecto Benech en la restauración de la residencia presidencial de Anchorena en Colonia. y junto al mismo arquitecto proyectó y llevó a cabo la remodelación del Edificio Independencia (Palacio Estévez).
En 2021, al cumplirse 100 años del nacimiento del artista, el Museo Nacional de Artes Visuales realizó una muestra retrospectiva de sus obras con curaduría de Oscar Larroca.

## Premios
- Segundo. Premio de Pintura. Salón de Bellas Artes (1946)
- Premio Salón Nacional de Bellas Artes
- Gran Premio Salón Nacional de Bellas Artes (1962)
- Premio Blanes (1954)
- Premio Figari (2000)